# 1999年度香港名牌選舉得獎名單
1999年度香港香港名牌選舉於2000年在工展會頒發。

## 香港十大名牌得獎品牌
- 雅芳婷
- 雅蘭
- 優之良品
- GP超霸
- 恆香
- 刀嘜
- 李錦記
- 京都念慈菴
- 和興白花油
- 榮華